# Chengdu J-20
Il Chengdu J-20 è un aereo da caccia stealth di quinta generazione prodotto dall'azienda cinese Chengdu Aircraft Industry Group a partire dal 2015. I primi esemplari sono entrati in servizio nell'aeronautica della Repubblica Popolare Cinese nel 2017.
Concepito come caccia da superiorità aerea con capacità di attacchi di precisione al suolo, il J-20 è stato il terzo caccia al mondo di quinta generazione a entrare in servizio, dopo gli F-22 e gli F-35 entrambi di produzione statunitense.

## Panoramica
Il J-20 è un bireattore con configurazione alare delta con alette canard ed elevate caratteristiche di invisibilità, supercruise e maneggevolezza, complessivamente comparabile all'F-22. Il design dovrebbe trarre parzialmente ispirazione dal Mig 1.44 e dal Northrop-McDonnell Douglas YF-23 Black Widow II.
Tra le caratteristiche innovative figurerebbero un radar KLJ-5 di tipo AESA (Active electronically scanned array), ovvero a scansione elettronica, sviluppato localmente, una stiva interna, un'interfaccia digitale, un sistema di spinta vettoriale e una grande capacità di trasporto di armi e carburante in stive interne.
Dalle informazioni in possesso risulta che siano stati realizzati 9 prototipi (le cui foto sono apparse in rete il 22 dicembre 2010), e che siano stati effettuati  numerosi test a terra; mentre sembra che il primo test in volo si sia tenuto l'11 gennaio 2011 sui cieli della città di Chengdu.
Il caccia J-20 è stato inizialmente equipaggiato con due turbofan di fabbricazione russa Saturn AL-31, tuttavia nella versione definitiva dovrebbe essere dotato di un motore di concezione e produzione nazionale, noto come Xian WS-15.

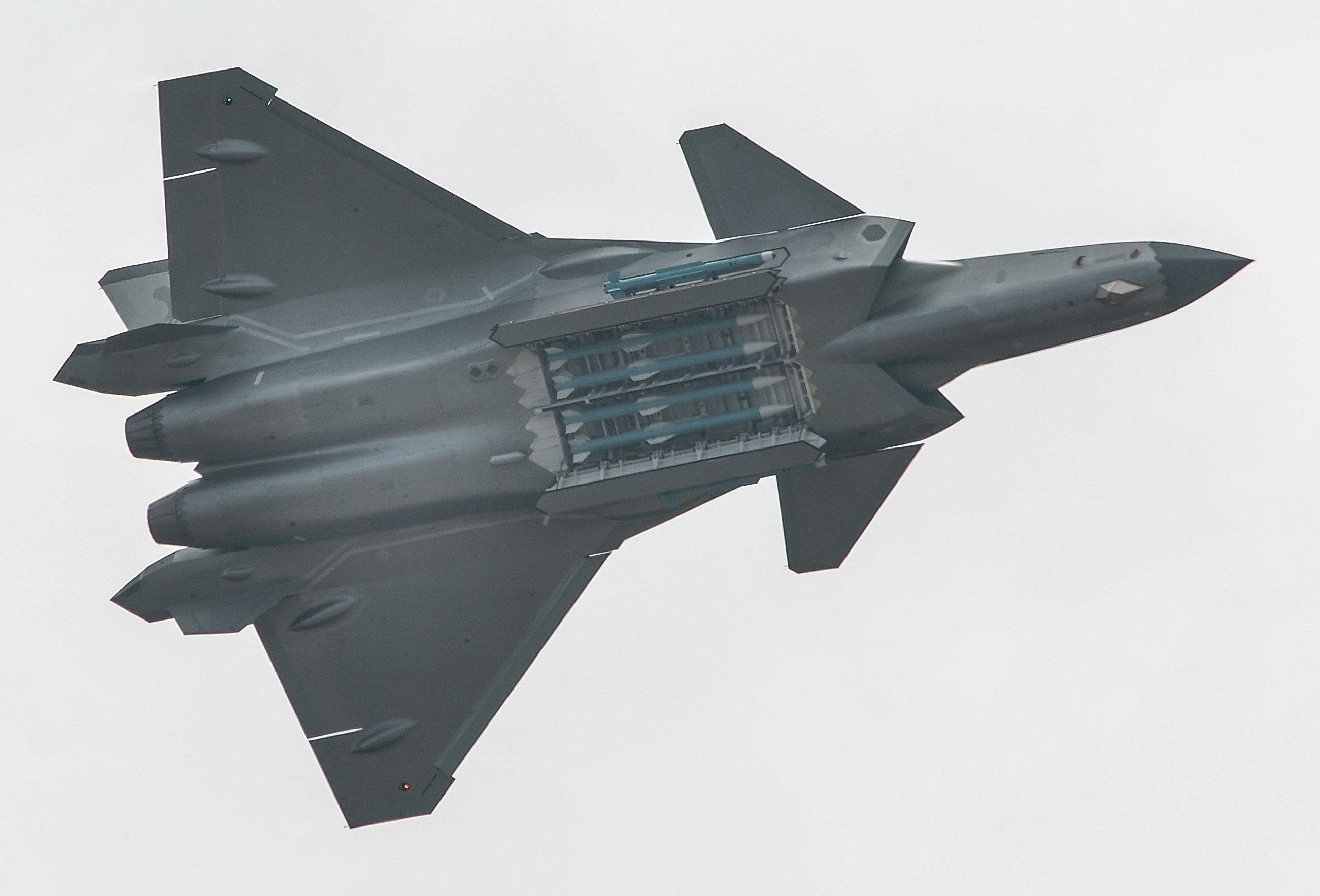
Vista inferiore del J-20 con i portelli della stiva missili aperti

Per la propulsione, i cinesi hanno puntato sullo sfruttamento della tecnologia dei turbofan russi NPO Saturn AL-41F1 che equipaggiano i Su-35E (Pechino ne ha acquistati 24) per copiare e successivamente sviluppare un nuovo sistema propulsivo. Nonostante gli sforzi, i cinesi non hanno ancora sviluppato motori a reazione in grado di raggiungere le prestazioni dei Pratt & Whitney F119 e F135, che equipaggiano rispettivamente l’F-22 Raptor e l’F-35 Lightning della Lockheed Martin. Lo stesso motore WS-15 sembrerebbe accusare problemi di affidabilità, ai quali si cerca di ovviare con un più frequente ricambio e sostituzione dei propulsori. Quindi il J-20 non sarà in grado di raggiungere il suo pieno potenziale fino a quando la Cina non sarà in grado di sviluppare dei motori con un rapporto spinta-peso sufficiente. Inizialmente, gli esemplari di preserie sono equipaggiati con dei turboreattori Saturn AL-31 di fabbricazione russa, a differenza del modello definitivo che monterà un propulsore di concezione e produzione nazionale, appunto lo Xian WS-15, accreditato di una spinta di 17 000 kgf, dotato di un ugello di spinta vettoriale tridimensionale e teoricamente capace di garantire al velivolo eccellenti prestazioni di supercrociera. Il caccia J-20 dovrebbe trasportare internamente fino a un massimo di sei missili, dei quali quattro sarebbero missili BVRAAM (beyond-visual-range air-to-air missile) del tipo PL-15, oppure a medio raggio PL-12,  e due a corto raggio PL-10.
Nel 2016 erano quattro i caccia J-20 operativi con numero di serie 2001, 2002, 2011 e 2017. I primi due, 2001 e 2002, sono stati utilizzati come dimostratori tecnologici, mentre il 2011 e il 2017 sono in configurazione di pre-produzione. A marzo 2017 i primi esemplari, con un anno di anticipo, sono entrati in servizio con la PLAAF, e a confermarlo è stato il canale militare China Central Television.
Al Zhuhai Air Show 2022, visti i numeri seriali riportati da alcuni aerei presenti, si è dedotto che gli esemplari effettivamente in servizio siano 208.

## Utilizzatori
Cina
- Zhōngguó Rénmín Jiěfàngjūn Kōngjūn

Al novembre 2022 sono 208 gli esemplari in servizio.